# Liste der Monuments historiques in Spechbach
Die Liste der Monuments historiques in Spechbach führt die Monuments historiques in der französischen Gemeinde Spechbach auf.

## Liste der Objekte
| Bezeichnung              | Beschreibung                                      | Standort                                          | Kennzeichnung | Schutzstatus | Datum | Bild |
| ------------------------ | ------------------------------------------------- | ------------------------------------------------- | ------------- | ------------ | ----- | ---- |
| Palmesel                 | Holz, 1733                                        | Spechbach-le-Haut, in der Kirche St-Martin (Lage) | PM68000582    | Classé       | 1983  |      |
| Pietà                    | Holz, farbig gefasst, Anfang des 15. Jahrhunderts | Spechbach-le-Haut, in der Kirche St-Martin (Lage) | PM68000583    | Classé       | 1983  |      |
| Skulptur Heiliger Martin | Stein, 1612                                       | Spechbach-le-Haut, in der Kirche St-Martin (Lage) | PM68000584    | Classé       | 1983  |      |